# Битва при Окпхо
Битва при Окпхо (кор. 玉浦海戰, 옥포 해전, яп. 玉浦の戦い, «Бій у Бухті самоцвітів»; 16 червня 1592) — морський бій, що відбувся між японським і корейським флотом у бухті Окпхо корейського острова Коджо в ході Імджинської війни. Корейська ескадра під проводом Лі Сунсіна розгромила японський транспортний флот і здобула першу перемогу для династії Чосон у війні. Це була перша битва першої кампанії Лі Сунсіна.

## Короткі відомості
13 червня 1592 року Лі Сунсін, адмірал лівого флоту провінції Чолла, отримав від місцевих рибалок та розвідників інформацію про перебування японського флоту у бухті Окпхо провінції Кьонсан. Адмірал зібрав ескадру з 24 широкпалубних бойових галер пханоксонів, 15 вузькопалубних кораблів і 46 човнів, переважно рибальських, і під вечір того ж дня вступив у південні кьонсанські води.
15 червня Лі Сунсін з'єднався із залишками правого флоту провінції Кьонсан під командуванням Вон Гюна, завдяки чому корейські сили збільшилися до 91 судна.
16 червня у бухті Окпхо патрульні човни корейців виявили 26 японських кораблів, що перебували на перепочинку. Корейський флот неочікуваної напав на противника і відкрив по ньому вогонь з корабельної артилерії. Спантеличені японці, які не мали гармат, вирішили брати ворожі кораблі на абордаж, проте наблизитися до них не могли через шквальний вогонь. Коли ж японська флотилія вирішила відступити, противник взяв її у кліщі. Під вечір усі японські кораблі були потоплені. Корейський же флот не втратив жодного судна.
Битва при Окпхо була першою перемогою корейців після серії нищівних поразок і здачі столиці в ході Імджинської війни. Вона засвідчила перевагу корейського флоту над японським і сприяла розгортанню партизанської війни в окупованій японцями Кореї.

### Відео
- Битва при Окпхо 1 // Безсмертний Лі Сунсін [Архівовано 19 квітня 2016 у Wayback Machine.]
- Битва при Окпхо 2 // Безсмертний Лі Сунсін [Архівовано 13 вересня 2016 у Wayback Machine.]
- Битва при Окпхо 3 // Безсмертний Лі Сунсін
- Битва при Окпхо 4 // Безсмертний Лі Сунсін